# 1. divisjon 1964/65
Die Saison 1964/65 war die 26. Spielzeit der 1. divisjon, der höchsten norwegischen Eishockeyspielklasse. Meister wurde zum insgesamt vierten Mal in der Vereinsgeschichte Vålerenga Ishockey. Furuset Ishockey stieg in die zweite Liga ab.

## Modus
In der Hauptrunde absolvierte jede der sechs Mannschaften insgesamt zehn Spiele. Der Erstplatzierte der Hauptrunde wurde Meister, der Letztplatzierte stieg in die zweite Liga ab. Für einen Sieg erhielt jede Mannschaft zwei Punkte, bei einem Unentschieden gab es einen Punkt und bei einer Niederlage null Punkte.

## Hauptrunde
Tabelle
|    | Klub                       | Sp | S | U | N  | Tore  | Punkte |
| -- | -------------------------- | -- | - | - | -- | ----- | ------ |
| 1. | Vålerenga Ishockey         | 10 | 8 | 1 | 1  | 57:19 | 17     |
| 2. | Gamlebyen                  | 10 | 6 | 2 | 2  | 53:18 | 14     |
| 3. | Allianseidrettslaget Skeid | 10 | 6 | 1 | 3  | 53:34 | 13     |
| 4. | Tigrene                    | 10 | 3 | 3 | 4  | 34:33 | 9      |
| 5. | Hasle-Løren IL             | 10 | 2 | 3 | 5  | 28:46 | 7      |
| 6. | Furuset Ishockey           | 10 | 0 | 0 | 10 | 8:83  | 0      |

Sp = Spiele, S = Siege, U = unentschieden, N = Niederlagen, OTS = Overtime-Siege, OTN = Overtime-Niederlage, SOS = Penalty-Siege, SON = Penalty-Niederlage